# Hellas Chaos
L'Hellas Chaos è una struttura geologica della superficie di Marte.